# Fresnel-integrál
A  Fresnel-integrálok az {\displaystyle x\to C(x)} és {\displaystyle x\to S(x)} leképezésekkel adott transzcendens valós-valós függvények, ahol
{\displaystyle C(x)=\int \limits _{0}^{x}\cos(u^{2})\,du,\quad S(x)=\int \limits _{0}^{x}\sin(u^{2})\,du.}
{\displaystyle C(x)} illetve {\displaystyle S(x)} az {\displaystyle y=\cos(x^{2})} és az {\displaystyle y=\sin(x^{2})} függvény területfüggvénye (x=0 kezdő abszcisszától).

## Leírásuk
A Fresnel-integrálok nem írhatók fel elemi függvényekkel zárt analitikus alakban. A helyettesítési érték kiszámítására a következő, minden {\displaystyle x\in \mathbb {R} } helyen konvergens hatványsorok alkalmasak:
{\displaystyle S(x)={\frac {x^{3}}{3\cdot 1!}}-{\frac {x^{7}}{7\cdot 3!}}+{\frac {x^{1}1}{11\cdot 5!}}\mp \dots +(-1)^{n}{\frac {x^{4n+3}}{(4n+3)(2n+1)!}},}
{\displaystyle C(x)={\frac {x}{1\cdot 0!}}-{\frac {x^{5}}{7\cdot 2!}}+{\frac {x^{9}}{9\cdot 4!}}\mp \dots +(-1)^{n}{\frac {x^{4n+1}}{(4n+1)(2n)!}}.}
A függvények csökkenő amplitúdóval és hullámhosszal oszcillálnak a {\displaystyle +\infty } -ben vett határértékük körül (nem periodikusak!):
{\displaystyle \int \limits _{0}^{\infty }\cos u^{2}\,du=\int \limits _{0}^{\infty }\sin u^{2}\,du={\sqrt {\frac {\pi }{8}}}.}
A függvénygörbék egy transzponált alakja az elméleti vizsgálatokban használt normalizált alak:

Normalizált Fresnel-integrálok, So(x) és Co(x).

{\displaystyle S_{o}(x)=\int \limits _{0}^{x}\sin({\frac {\pi u}{2}}^{2})\,du,\quad C_{o}(x)=\int \limits _{0}^{x}\cos({\frac {\pi u}{2}}^{2})\,du,}
melyek a {\displaystyle \lim _{x\to +\infty }C_{o}(x)=\lim _{x\to +\infty }S_{o}(x)={\frac {1}{2}}\,~~} érték körül oszcillálnak.

## Alkalmazása
A függvényeket Augustin-Jean Fresnel (1788-1827) francia fizikus alkalmazta a fényinterferencia vizsgálatok matematikai elemzésénél. E vizsgálatok a fénynek Christiaan Huygens (1629-1695) holland fizikus által kidolgozott hullámtermészetét igazolták. Vele egy időben és tőle függetlenül hasonló sikeres kísérleteket végzett Thomas Young (1773-1829) angol orvos.
Az út-/vasútépítésben fontos átmeneti ív, a klotoid (Cornu-spirál, Euler-spirál) paraméteres egyenletrendszerét a két Fresnel-integrál megfelelő transzformációjával lehet megadni:
{\displaystyle {\begin{cases}x(t)=k\cdot C(t)\\y(t)=k\cdot S(t)\end{cases}}}